# 拜倫 (密歇根州)
拜倫（英語：Byron）是位於美國密歇根州夏厄沃西縣伯恩斯鎮區的一個村。

## 人口
根據2020年美國人口普查的數據，拜倫的面積為1.97平方千米，當中陸地面積為1.83平方千米，而水域面積為0.14平方千米。當地共有人口545人，而人口密度為每平方千米276人。